# وكالة تنظيم العقارات في عجمان
وكالة تنظيم العقارات في عجمان (ARRA أو ARERA أو عجمان RERA) هي هيئة تنظيمية حكومية مقرها عجمان، الإمارات العربية المتحدة، مسؤولة عن تنظيم وترخيص سوق العقارات في عجمان وحماية المستهلك وحل النزاعات. ومع ذلك، فإن الوكالة لا تحل النزاعات المتعلقة بإيجار وحدات العقارات.

## الاختصاص والصلاحيات القانونية
يجب أن تكون جميع الأراضي والمنازل والشقق سواء كانت ملكية حرة أو غير ذلك داخل عجمان، مسجلة حصريًا لدى هيئة التنظيم والإدارة العقارية. قد يؤدي عدم الامتثال إلى تغريم المطوّر بمبلغ يبدأ من 100,000 درهم إماراتي (27233.12 دولارًا أمريكيًا).  تتحمل الوكالة أيضًا مسؤولية التصديق على حسابات الضمان المصرفية.